# زكي أبو زرقة
زكي علي أبو زرقة (ولد في 12 أيار 1963 في خانيونس، قتل في 30 تموز 2004 في رفح)، مناضل فلسطيني وواحد من مؤسسي وقادة كتائب الشهيد أحمد أبو الريش التابعة لحركة فتح، اغتيل بهجوم صاروخي إسرائيلي في رفح.

## نبذة عنه
شارك في الانتفاضة الفلسطينية الأولى وانضم إلى مجموعات صقور فتح. وفي الانتفاضة الفلسطينية الثانية انضم إلى «كتائب الشهيد أحمد أبو الريش» التي أسسها عمرو أبو ستة وأصبح مرافقا له، واغتيل معه في 30 تموز 2004 معه بهجوم صاروخي من مروحية إسرائيلية استهدفت سيارة كانا يستقلاها في حي الجنينة في رفح.